# Complexe G (série télévisée)
Complexe G est une série télévisée québécoise en 23 épisodes de 25 minutes diffusée entre le 17 septembre 2014 et le 30 novembre 2016 sur le réseau TVA. C'est une adaptation par Daniel Gagnon de la série française WorkinGirls.

## Synopsis
Complexe G décrit le quotidien de six femmes qui travaillent dans une tour à bureaux et au comportement complètement désaxé : Karine, la patronne sadique qui traite ses employés comme des moins que rien; Nathalie, son adjointe, mère de famille qui peine à conjuguer travail et famille; Hélène, la moche dépressive et mésadaptée sociale; Sarah, la directrice nymphomane; ainsi que Mégan et Méghan, les réceptionnistes peu accueillantes, fainéantes et incompétentes, entourées de leurs divers collègues.

## Fiche technique
- Titre : Complexe G
- Réalisation : Pierre Paquin
- Scénario : Daniel Gagnon
- Producteurs : Sylvain Parent-Bédard et Denis Savard
- Productrice exécutive : Sophie Polgari
- Direction artistique : Marc Ricard
- Décors : Magali Reiher Ricard
- Costumes : Klaude Roussel
- Photographie : André Perron
- Montage :
- Musique : Charles A. L'Écuyer
- Société de production : Québécomm Télévision Inc
- Sociétés de distribution : Québecor Média
- Pays d'origine :  Canada
- Langue originale : Français
- Genre : Comédie
- Durée : 22 minutes

## Distribution
- Édith Cochrane : Karine, la patronne
- Pascale Bussières : Sarah, directrice des ressources humaines
- Anne Casabonne : Hélène, chef de projet au marketing international
- Sonia Vachon : Nathalie, adjointe de Karine
- Mylène St-Sauveur : Méghan, réceptionniste
- Catherine Paquin-Béchard : Mégan, réceptionniste
- Serge Bonin : ambulancier

## Épisodes

### Première saison (2014)
Épisode 1 : À son retour de congé de maternité, Nathalie essaie tant bien que mal de concilier travail et famille. Témoins de son désarroi, Mégan et Méghan tentent de profiter de la situation. À l'occasion de l'anniversaire de Karine, des collègues lui offrent un cadeau plutôt inconvenant. Nathalie soutient Hélène, accablée par la perte d'un être cher, et Sarah jette son dévolu sur un nouvel employé.
Épisode 2 : Après le départ du seul collègue qui lui était sympathique, Hélène cherche à tisser de nouveaux liens au bureau. Sarah utilise des moyens peu orthodoxes en matière de recrutement. Karine tente de motiver ses employés d'une façon un peu singulière, et Nathalie partage avec un peu trop d'enthousiasme ses coutumes familiales.
Épisode 3 : Les nouveaux seins d'une collègue sont au cœur des conversations au bureau et Sarah se demande si les siens font le poids. Karine fait mauvaise impression à un inspecteur venu examiner les locaux. Hélène confie aux filles du bureau avoir fait une nouvelle rencontre virtuelle. Mégan et Méghan passent le temps en portant des jugements grossiers sur les gens qui déambulent devant elles. Nathalie manque d'assurance lors d'une présentation, convaincue que ses collègues la jugent sur son apparence.
Épisode 4 : La visite de partenaires chinois causent tout un émoi au Complexe G. Nathalie se fait remarquer pendant une réunion importante. Karine saisit l'occasion pour lui faire savoir qu'elle devrait revoir ses priorités au travail. Hélène profite des conseils de séduction prodigués par Sarah, qui voit en sa protégée un défi de taille.
Épisode 5 : Karine demande à ses employés de se mettre à l'œuvre pour influencer l'issue de l'élection d'un délégué syndical. Pour ce faire, Sarah tente de soutirer des votes à ses collègues masculins en misant sur ses charmes. Nathalie se met dans l'embarras en exerçant son périnée. Mégan et Méghan font de l'extorsion, et Hélène doit faire face à l'une de ses plus grandes phobies.
Épisode 6 : Karine et Sarah se disputent les services d'un nouveau stagiaire. Pour faire oublier à Hélène la perte de son dernier animal de compagnie, Nathalie lui offre un nouveau compagnon. Mégan et Méghan trouvent des façons plus ou moins élégantes de retrouver le plaisir de travailler. Nathalie fait ravaler ses paroles à une collègue qui se moque de ses vacances à Ogunquit.
Épisode 7 : Les employés du Complexe G reçoivent la visite d'un médecin, et cet événement suscite des réactions plutôt démesurées chez les employés. De son côté, Sarah vit de nouvelles émotions et s'en remet à Nathalie pour obtenir des conseils.
Épisode 8 : À l'occasion de la Semaine des secrétaires, Hélène participe à un échange de cadeaux et réussit une fois de plus à s'attirer les foudres d'une collègue. Victime d'un imprévu, Nathalie doit emmener ses enfants au bureau, ce qui a tôt fait d'irriter Karine. Sarah se met dans une drôle de position face à un collègue qui lui fait de l'effet, et Karine applique une procédure peu discrète pour congédier une employée.
Épisode 9 : Karine soupçonne ses patrons de vouloir la remplacer. Hélène reçoit une bonne dose de confiance en elle. Sarah crée toute une mise en scène pour conquérir un collègue, et Nathalie tente de faire voir les côtés positifs de la maternité à Karine.
Épisode 10 : Contre toute attente, Karine désigne Hélène à titre de responsable de la sécurité des incendies. Mégan et Méghan entraînent Nathalie dans un univers qui est très loin de sa réalité. Sarah tente de se montrer empathique à l'égard d'Hélène sans trop s'investir. Puis, une situation d'urgence survient. Les employés devront composer les uns avec les autres dans un espace restreint, mais surtout avec les priorités douteuses de certains d'entre eux.
Épisode 11 : Meilleurs moments.

### Deuxième saison (2016)
Elle a été mise en ligne le 18 décembre 2015 sur le Club Illico, et sera diffusée à partir du 14 septembre 2016 sur le réseau TVA.
1. Deux gros deuils
2. La Zoothérapie
3. titre inconnu
4. Nath attaque
5. Le conférencier

## Audiences

### Audiences de la première saison
- 1, diffusé le 17 septembre 2014 : 1,518 millions[5]
- 2, diffusé le 24 septembre 2014 : 1,288 millions[6]
- 3, diffusé le 1er octobre 2014 : 1,119 millions[7]
- 4, diffusé le 8 octobre 2014 : 1,113 millions[8]
- 5, diffusé le 15 octobre 2014 : 1,121 millions[9]
- 6, diffusé le 22 octobre 2014 : 877 000[10]
- 7, diffusé le 29 octobre 2014 : 989 000[11]
- 8, diffusé le 5 novembre 2014 : 913 000[12]
- 9, diffusé le 12 novembre 2014 : 941 000[13]
- 10, diffusé le 19 novembre 2014 : 982 000[14]
- meilleurs moments, diffusé le 26 novembre 2014 : 701 000[15]

### Audiences de la deuxième saison
| № | Première diffusion | Cotes d'écoute  | Cotes d'écoute | Rang semaine |    | №                | Première diffusion | Cotes d'écoute | Cotes d'écoute | Rang semaine |
| - | ------------------ | --------------- | -------------- | ------------ | -- | ---------------- | ------------------ | -------------- | -------------- | ------------ |
| 1 | 14 septembre 2016  | en diminution   | 781 000        | 23e          | 6  | 19 octobre 2016  | en diminution      | 826 000        | 21e            |              |
| 2 | 21 septembre 2016  | en augmentation | 797 000        | 27e          | 7  | 26 octobre 2016  | en diminution      | 815 000        | 20e            |              |
| 3 | 28 septembre 2016  | en diminution   | 746 000        | 26e          | 8  | 2 novembre 2016  | en augmentation    | 777 000        | 23e            |              |
| 4 | 5 octobre 2016     | en augmentation | 787 000        | 22e          | 9  | 9 novembre 2016  | en augmentation    | 859 000        | 21e            |              |
| 5 | 12 octobre 2016    | en augmentation | 926 000        | 15e          | 10 | 16 novembre 2016 | en augmentation    | 895 000        | 18e            |              |